# Henri Gazel de Larambergue
Pour les articles homonymes, voir Gazel.
Jean Henri Gazel de Larambergue (né le 13 juillet 1808 à Lacaune, mort le  13 mars 1883 à Toulouse) est un botaniste tarnais du XIXe siècle.

## Biographie
Né dans une famille noble protestante, il se passionne assez tôt pour la botanique. Par héritage, c'est un propriétaire terrien, qui possède des terres dans les Cévennes et dans le Dauphiné, dont il tire un revenu ainsi que le château de La Rambergue à Anglès. 
Il se marie à Castres le 6 septembre 1842 avec Suzanne Henriette Lavabre.
Ami de Dominique Clos, il intègre la Société Botanique de France, ainsi que la Société de l'histoire du protestantisme français en 1853. Par ailleurs, c'est un des membres fondateurs de la Société littéraire et scientifique de Castres, qui est créée le 26 novembre 1856. Pour le compte de cette organisation il publie la Note sur certaines plantes de l'arrondissement de Castes (1859), où il énumère 92 espèces rares de la région, ainsi que l'Essai de géographie botanique du Tarn (1860), où il dresse une liste de chaque végétal observé dans le département du Tarn, soit 1782 espèces, qu'il classe selon qu'elles sont angiospermes (soit 1524 plantes), ou gymnospermes et ptéridophytes (soit 258 plantes).
En juin 1859, alors qu'il habite à Angles-du-Tarn, il découvre une nouvelle espèce de Leucanthemum, le Leucanthemum subglaucum ou Leucanthemum de Larambergue. Il meurt finalement âgé de 74 ans, le 13 mars 1883 à Toulouse, des suites d'une maladie.